# Partido Revolucionario del Proletariado (México)
{{no confundirPartio Revolucionario del Proletariado, partido político (guerrilla) de Morelos, México, dirigido por el güero Medrano}}
El Partido Revolucionario del Proletariado fue un partido comunista en México, fundado en marzo de 1964 por miembros del grupo "Antonio Gramsci" que fueron expulsado del Partido Comunista Bolchevique de México. Fue liderado por Guillermo Rousset Banda. El Partido cambió de nombre a Partido Mexicano del Proletariado en un proceso de transición en 1964 en el que tomó como nombre Asociación Revolucionaria Espartaco o Asociación Revolucionaria Espartaco del Proletariado Mexicano. a inicios de 1965. Tras la separación de Enrique González Rojo y Santiago González y la afiliación de Rolando Maganda y Lourdes Quiñones, en 1966 aquiere el nombre definitivo de Partido Mexicano del Proletariado PMP
A su retorno de Francia, Guillermo Rousset Banda convoca a un Congreso del PMP y reinicia las actividades del pertido, se funda la revista autogestión primera época y se alía con la Alianza Marxista Revoluionaria, el Grupo Acción Proletaria y la Alianza Cívica Demócrta Juarense grupo local de Ciudad Juárez, Chihuahua. Autogestión edita 8 números en la primera época (1976-1979) y 4 números en la segunda, entre (1979-1982)